# Crocus vernus
Lo zafferano maggiore  (Crocus vernus (L.) Hill, 1765)  è una pianta bulbosa erbacea, perenne, appartenente alla famiglia delle Iridaceae, tipica per la sua precoce fioritura primaverile.

## Etimologia
Il nome del generico (Crocus) deriva dal greco Kròkos, significa filo e si riferisce ai lunghi stigmi ben visibili nella specie più conosciuta (e coltivata) di questo genere (Crocus sativus). Altri testi traducono questo vocabolo (krokos) direttamente con “zafferano”, ma in realtà quest'ultima voce dovrebbe derivare dall'arabo Zaafran. Mentre L'epiteto specifico (vernus) fa riferimento alla sua precocissima fioritura (febbraio).

Il nome scientifico di questa pianta è stato definito dal biologo e scrittore svedese Carl von Linné (Rashult, 23 maggio 1707 – Uppsala, 10 gennaio 1778) insieme al botanico inglese John Hill (1716 – 1775) nel 1765.
.

In tedesco questo fiore si chiama Gewöhnlicher Frühlings-Safran oppure Gewöhnlicher Frühlings-Krokus; mentre in francese si chiama Crocus du printemps; mentre gli inglesi lo chiamano Spring Crocus.

## Descrizione

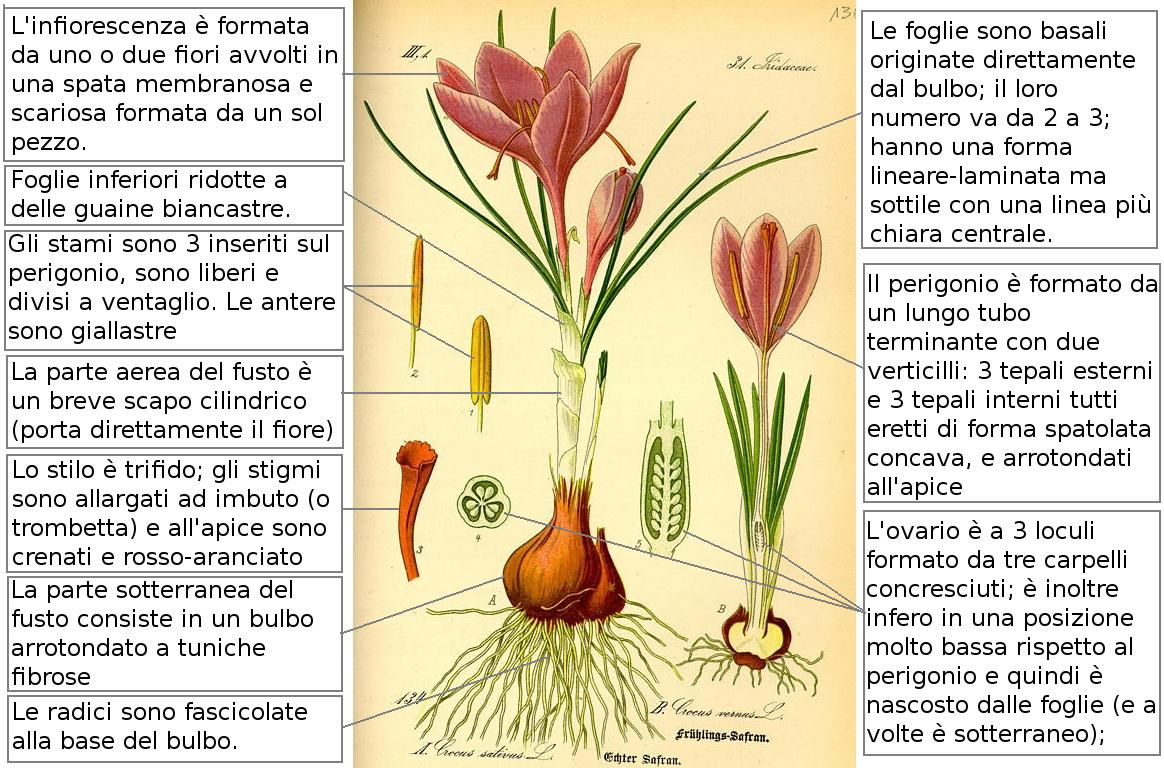
Descrizione delle parti della pianta

L'altezza della pianta varia da 10 a 20 cm.  La forma biologica è geofita bulbosa (G bulb), ossia sono piante perenni erbacee che portano le gemme in posizione sotterranea. Durante la stagione avversa non presentano organi aerei e le gemme si trovano in organi sotterranei chiamati bulbi (organo di riserva che annualmente produce nuovi fusti, foglie e fiori).

### Radici

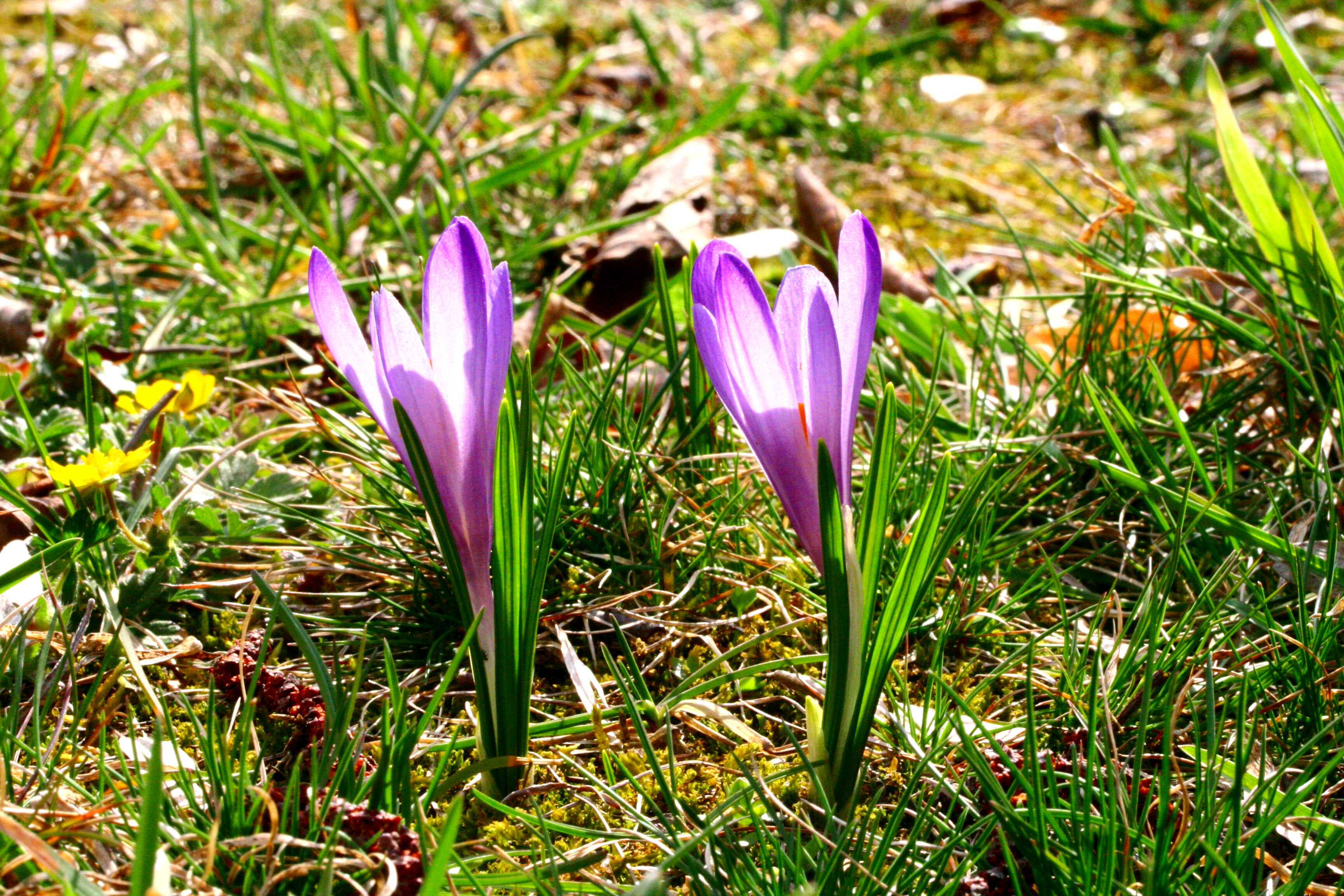
Il portamento
Località : Col di Prà, Taibon Agordino (BL), 843 m s.l.m. - 7/4/2007

Le radici sono del tipo fascicolato e si generano alla base del bulbo.

### Fusto
- Parte ipogea: la parte sotterranea del fusto consiste in un bulbo arrotondato e più o meno schiacciato ai poli avvolto in tuniche fibrose; nella parte superiore le fibre sono più sottili e sono disposte in modo reticolato. Dimensione del bulbo : 1 – 2 cm; diametro delle fibre superiori: 0,1 mm.
- Parte epigea: la parte aerea è un breve (o pressoché nullo) scapo cilindrico portante direttamente il fiore.

### Foglie

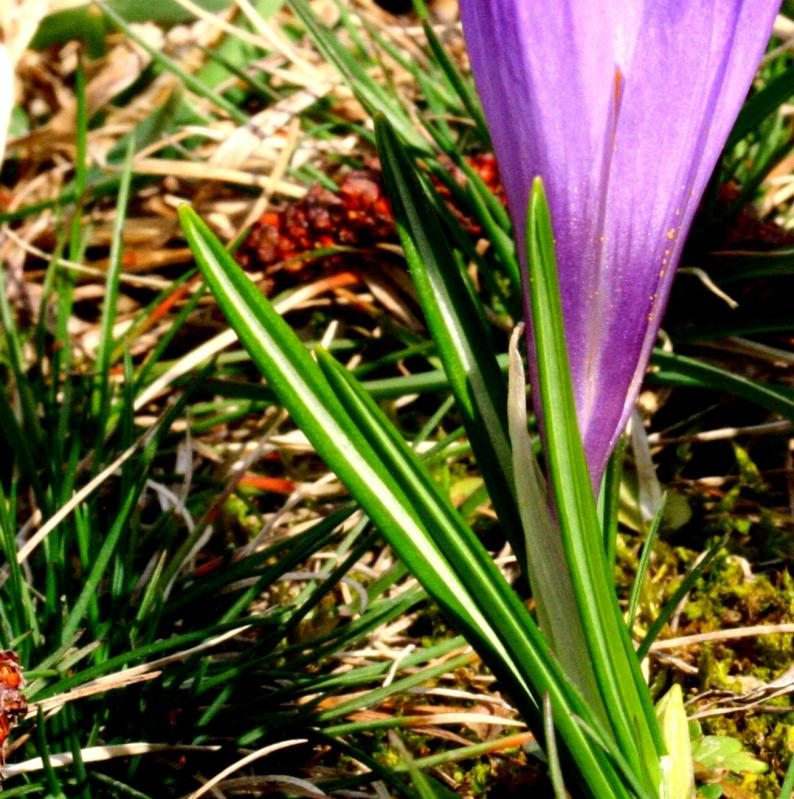
Le foglie
Località : Col di Prà, Taibon Agordino (BL), 843 m s.l.m. - 7/4/2007

Sono presenti solamente delle lunghe foglie basali (o radicali) originate direttamente dal bulbo sotterraneo; il loro numero va da 2 a 3; hanno una forma lineare-laminata ma sottile con una linea più chiara centrale e longitudinale (è una scanalatura); la pagina superiore è colorata di verde scuro, quella inferiore è biancastra; il bordo è lievemente revoluto, mentre le parti terminali sono arcuate e rivolte verso il basso. Queste foglie si sviluppano pienamente solamente dopo la fioritura. Sono presenti anche delle foglie inferiori (2-3), ma generalmente sono ridotte a delle guaine biancastre. Larghezza delle foglie: 3 – 8 mm; la lunghezza è quanto il fiore stesso.

### Infiorescenza
L'infiorescenza è formata da uno o due fiori, non sono odorosi e sono avvolti in una spata membranosa e scariosa formata da un sol pezzo e interna alle foglie. La forma è quella di un tubo eretto e molto lungo che nella parte terminale si apre con 6 segmenti (tepali). Larghezza della spata : 5 – 6 mm.

### Fiore

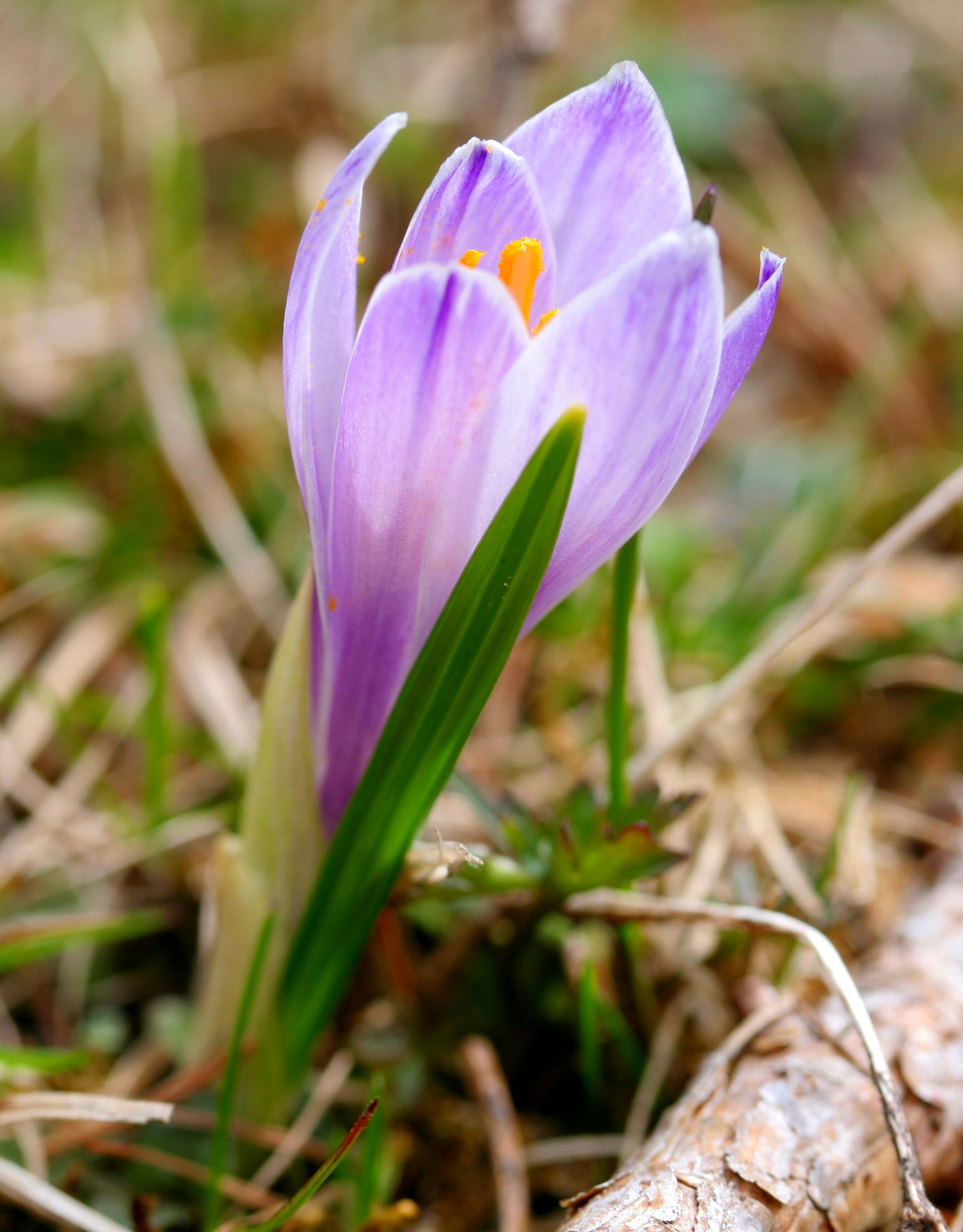
Il fiore
Località : Passo Duran, Agordo (BL), 1598 m s.l.m. - 17/5/2008

La struttura del fiore è quella tipica delle monocotiledoni: un perigonio biancastro con tre doppi tepali di tipo corollino e di colore generalmente violetto, bianco o variegato (sono più scuri verso l'apice). Sono inoltre ermafroditi, attinomorfi, tetraciclici (con 4 verticilli: due verticilli del perigonio – androceo – gineceo) e  trimeri (i verticilli sono composti da tre parti). La lunghezza del solo fiore è tra i 20 e 40 mm. Diametro del perigonio : 2 mm.
- Formula fiorale:

* P 3+3, A 3, G (3) (ovario infero)
- Perigonio: il perigonio è cigliato internamente alle fauci ed è formato da un lungo tubo terminante con due verticilli: tre tepali esterni e tre tepali interni tutti eretti; i tepali sono tutti più o meno uguali (quelli interni sono lievemente più corti e stretti) e sono di forma spatolata, concava, ristretto-oblunga e arrotondata all'apice. Dimensioni dei tepali esterni: larghezza 12 – 15 mm; lunghezza 30 – 40 mm.

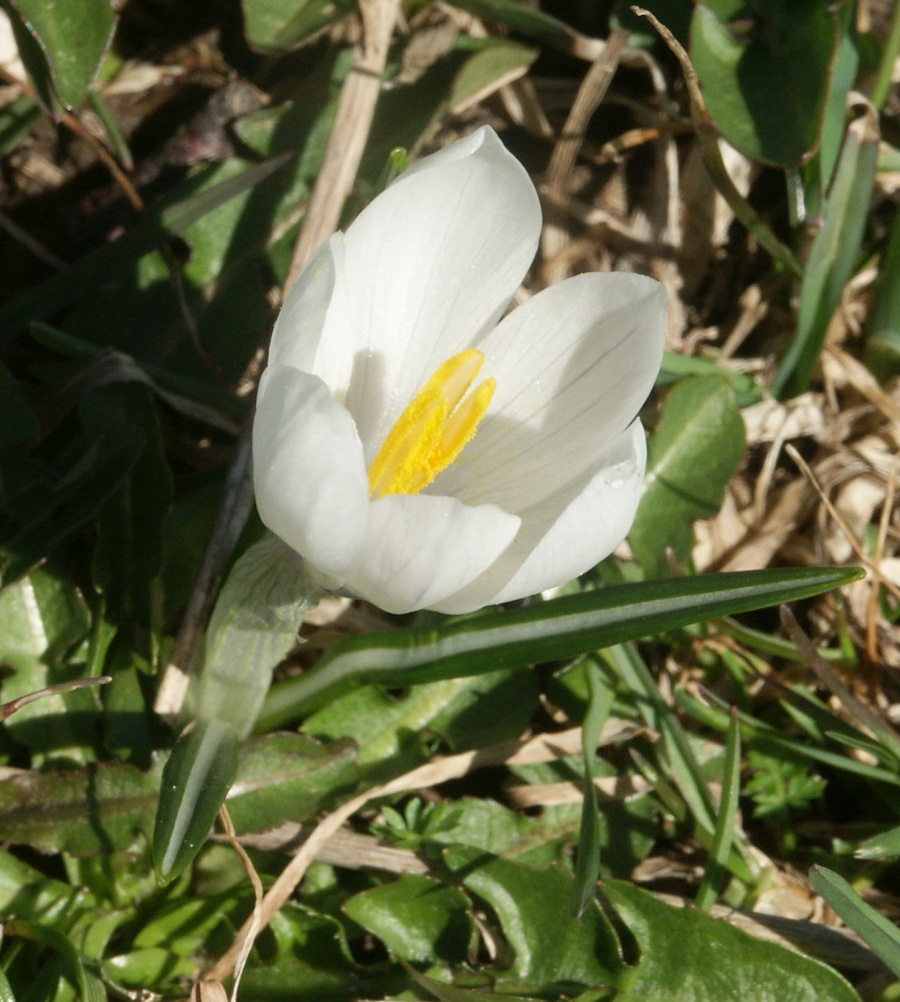
Stami e silo

- Androceo: gli stami sono 3 direttamente inseriti sul perigonio; sono più brevi dei tepali, sono liberi e divisi a ventaglio. Le antere sono giallastre. Dimensione delle antere : 15 – 16 mm (altrettanto sono lungi i filamenti).
- Gineceo: l'ovario è a tre loculi formato da tre carpelli concresciuti; è inoltre infero in una posizione molto bassa rispetto al perigonio e quindi è nascosto dalle foglie (e a volte è sotterraneo); lo stilo è filiforme, trifido (tre stigmi) con delle branche intere o forcute, in tutti i casi finemente suddivise; gli stigmi in particolare sono allargati ad imbuto (o trombetta) e all'apice sono crenato-denticolati e di colore rosso-aranciato. Lo stilo è uguale o più lungo degli stami. Lunghezza dello stilo : 12 mm. Larghezza dello stilo all'apice: 4 mm.
- Fioritura: la fioritura è primaverile (da febbraio a maggio); sui rilievi la fioritura avviene subito dopo lo scioglimento delle nevi.
- Impollinazione: l'impollinazione è entomogama.

### Frutti
Il frutto è una capsula loculicida  oblunga formata da tre valve (capsula triloculare). I semi contenuti nel frutto sono molto numerosi e di forma globulare. Maturazione dei semi: maggio-giugno.

## Tassonomia
La famiglia delle Iridaceae comprende un gruppo abbastanza omogeneo di piante con una ottantina di generi e circa 1000-1500 specie (il numero dipende dalle varie classificazioni), mentre il genere Crocus comprende circa 80 specie di cui una trentina sono coltivate e 15 sono presenti nella flora spontanea italiana.

### Variabilità
Questo genere, e quindi anche il fiore di questa voce si presenta con una estrema variabilità citologica (morfologia e struttura interna delle cellule), questo a causa dell'alto numero dei cromosomi (fenomeno della poliploidia). Ciò determina un alto grado di segregazione di specie locali (gruppi di individui isolati geograficamente possono evolvere rapidamente in forme più o meno diverse) e quindi in definitiva a vari problemi di sistematizzazione e classificazione. Si sono verificati anche casi di aneuploidia.
Molti autori considerano Crocus vernus come nome collettivo da applicare ad un gruppo di piante strettamente affini suddivise ulteriormente in specie, sottospecie e varietà. Per la specie viene indicato come numero cromosomico “2n=8”. Altri botanici hanno dimostrato invece che la specie di questa voce ha come numero cromosomico “2n=16”, quindi è una forma tetraploide (inoltre alcuni ibridi sembrano avere un numero cromosomico pari a “2n=12”).
Nell'elenco seguente sono indicate alcune varietà e sottospecie (l'elenco può non essere completo e alcuni nominativi sono considerati da altri autori dei sinonimi della specie principale o anche di altre specie):

#### Sottospecievernus
- Nome scientifico: Crocus vernus (L.) Hill  subsp. vernus
- Corologia: il tipo corologico (area di origine) è Eurimediterraneo.
- Distribuzione: questa sottospecie è presente in tutta la penisola continentale; sulle Alpi è meno frequente nella zona centrale. Fuori dall'Italia e dalle Alpi questa specie è presente in modo diffuso nel Massiccio Centrale francese, meno frequentemente si trova sui restanti rilievi europei.
- Habitat: gli habitat di questa entità sono i boschi di latifoglie (querceti, faggete, castagneti, carpineti, betuleti) e pascoli montani; ma anche gli arbusteti meso-termofili. In alta quota si presenta dopo le ultime nevicate (a neve sciolta). Il substrato preferito è calcareo o calcareo-siliceo con pH neutro e valori medi del terreno sia nutrizionali che di umidità.
- Distribuzione altitudinale: l'altitudine, per questa pianta, varia dal piano ai 1500 m s.l.m.; nelle zone alpine frequenta i seguenti piani vegetazionali: collinare e montano.
- Fitosociologia: dal punto di vista fitosociologico alpino la sottospecie di questa voce appartiene alla seguente comunità vegetale:[6]
  - Formazione: delle comunità forestali
    - Classe: Carpino - Fagetea
      -         - Ordine: Fagetalia sylvaticae
          - Alleanza: Erythronio-Carpinion

#### Sottospeciealbiflorus
- Nome scientifico: Crocus vernus (L.) Hill subsp. albiflorus (Kit.) Asch. & Graebn. (1844)
- Nome comune: zafferano alpino
- Descrizione: è molto simile alla sottospecie vernus (facilmente è confuso con questa), ma dalle dimensioni lievemente inferiori e con colorazioni sia bianche che viola; gli stami inoltre sono più lunghi dello stilo.
- Corologia: il tipo corologico (area di origine) è Orofita – Sud Est Europeo.
- Distribuzione: in Italia è presente su tutto il territorio (esclusa la Sardegna); questa sottospecie è presente soprattutto sulle Alpi. Fuori dall'Italia si trova sui vari rilievi montani orbitanti attorno alle Alpi (Pirenei, Massiccio Centrale, Massiccio del Giura,  Vosgi, Foresta Nera e Carpazi).
- Habitat: gli habitat tipici di questa pianta sono i prati concimati e i pascoli alpini; il substrato preferito è sia calcareo che siliceo, con pH neutro e alti valori nutrizionali del terreno con valori medi di umidità.
- Distribuzione altitudinale: l'altitudine, per questa sottospecie, varia dai 600 ai 2400 m s.l.m.; nelle zone alpine frequenta i seguenti piani vegetazionali: collinare - montano - subalpino.
- Fitosociologia: dal punto di vista fitosociologico alpino questa pianta appartiene alla seguente comunità vegetale[6]:
  - Formazione: comunità delle macro- e megaforbie terrestri
    - Classe: Molinio-Arrhenatheretea
      - Ordine: Arrhenatheretalia elatioris
        - Alleanza: Triseto-Polygonion

#### Altre sottospecie e varietà
- Crocus vernus (L.) Hill subsp. neapolitanus (Ker-Gawl.) Ascherson & Graebner (1906)
- Crocus vernus (L.) Hill var. grandiflorus Gay.
- Crocus vernus (L.) Hill var. neapolitanus Ker-Gawl. (1905)

### Ibrido
Con la subsp. albiflorus la pianta di questa voce forma il seguente ibrido interspecifico:
- Crocus × fritschii Derganc (1897)

### Sinonimi
Crocus vernus, in altri testi, può essere chiamata con nomi diversi. L'elenco seguente indica alcuni tra i sinonimi più frequenti:
- Crocus albiflorus Kit.
- Crocus babiogorensis Zapal.
- Crocus banaticus Heuff. (1835), non J.Gay
- Crocus candidus Schloss. & Vuk.
- Crocus discolor G.Reuss (1835)
- Crocus duplex Weston
- Crocus exiguus Schur (1866)
- Crocus grandiflorus Hegetschw.
- Crocus heuffelianus Herb.
- Crocus heuffelii Körn. (1856)
- Crocus indivisus J.A.Richt.
- Crocus latifolius Stokes
- Crocus longiflorus Hegetschw.
- Crocus multiflorus Schur
- Crocus napolitanus Loisel.
- Crocus nervifolius Rchb.
- Crocus nivigena Herb.
- Crocus obovatus Haw.
- Crocus pictus (Sabine) Steud.
- Crocus purpureus Weston
- Crocus reineggeri Opiz
- Crocus sativus var. vernus L.
- Crocus scepusiensis (Rehmann & Wol.) Borbás
- Crocus sylvester Bubani
- Crocus uniflorus Schur (1852)
- Crocus veluchensis Schott (1851), non Herb.
- Crocus vittatus Schloss. & Vuk. (1857), non Raf.
- Crocus vernalis Billb.
- Crocus vernus var. albus-major Sabine
- Crocus vernus var. albus-minor Sabine
- Crocus vernus var. alpinus Sabine
- Crocus vernus var. andersonii Sabine
- Crocus vernus var. aprilis Sabine
- Crocus vernus var. bicolor Sabine
- Crocus vernus var. clavatus Sabine
- Crocus vernus var. communis Herb.
- Crocus vernus var. concinuus Sabine
- Crocus vernus var. crassus Sabine
- Crocus vernus var. delectus Sabine
- Crocus vernus var. dentosus Sabine
- Crocus vernus var. dorsalis Sabine
- Crocus vernus var. dubius Sabine
- Crocus vernus var. fucatus Sabine
- Crocus vernus var. fusiformis Sabine
- Crocus vernus var. gloriana Sabine
- Crocus vernus var. glorianella Sabine
- Crocus vernus var. grandis Sabine
- Crocus vernus var. griseus Sabine
- Crocus vernus var. incurvus Sabine
- Crocus vernus var. inflatus Sabine
- Crocus vernus f. intermedius Vuk. ex Beck
- Crocus vernus var. leucorhynchus Sabine
- Crocus vernus var. lilacinus-praecox Sabine
- Crocus vernus var. lineatus Sabine
- Crocus vernus var. lineellus Sabine
- Crocus vernus var. lusitanicus Herb.
- Crocus vernus var. maculosus Sabine
- Crocus vernus var. marginatus Sabine
- Crocus vernus var. minutus Sabine
- Crocus vernus var. neapolitanus-praecox Sabine
- Crocus vernus f. niveus Derganc
- Crocus vernus var. nivigena (Herb.) Herb.
- Crocus vernus subsp. nivigena (Herb.) K.Richt.
- Crocus vernus var. obesus Sabine
- Crocus vernus var. obovatus Sabine
- Crocus vernus subsp. obovatus (Haw.) K.Richt.
- Crocus vernus var. obsoletus Sabine
- Crocus vernus var. pallens Sabine
- Crocus vernus var. pallidus Sabine
- Crocus vernus var. parvulus Sabine
- Crocus vernus var. pectinatus Sabine
- Crocus vernus var. phaeton Sabine
- Crocus vernus var. pictus Sabine
- Crocus vernus var. plumbeus Sabine
- Crocus vernus var. podolicus Herb.
- Crocus vernus var. propinquus Sabine
- Crocus vernus var. pruinosus Sabine
- Crocus vernus var. pulchellus Sabine
- Crocus vernus var. puniceus Sabine
- Crocus vernus var. purpureus Sabine
- Crocus vernus var. reticulatus Sabine
- Crocus vernus var. sabinei Sabine
- Crocus vernus var. striatus Sabine
- Crocus vernus var. stylosus Sabine
- Crocus vernus var. tardiflorus Sabine
- Crocus vernus var. trilineatus Sabine
- Crocus vernus var. tulipaceus Sabine
- Crocus vernus var. turbinatus Sabine
- Crocus vernus var. unguis Sabine
- Crocus vernus var. unguis-major Sabine
- Crocus vernus var. violaceus Sabine
- Ixia vernalis Salisb.

## Usi
L'utilizzo di questa pianta è simile, ma in forma minore, alla specie Crocus sativus L. (Croco coltivato o Zafferano); quindi viene usato in cucina per i suoi aromi e coloranti e in medicina popolare per le sue proprietà curative.

### Giardinaggio
L'utilizzo che viene fatto, di questo fiore, è comunque principalmente nel giardinaggio e questo fin dai tempi più antichi. Le prime notizie di una coltivazione di queste piante risalgono a oltre 400 anni fa: infatti nel “The Herball or Generall Historie of Plantes” del botanico inglese  John Gerard (Nantwich, 1545 – Londra,1612), pubblicato nel 1597, descrive una specie che è sicuramente il Crocus vernus. Trent'anni dopo (nel 1629) un altro botanico inglese, John Parkinson (1567–1650), nella sua opera “Paradisi in sole" sono elencate già 27 specie di Crocus tra cui il Crocus vernus.

Il periodo migliore per l'impianto del bulbo è l'autunno. La moltiplicazione avviene invece per divisione dei bulbi che avviene dopo la fioritura e alla fine dell'estate. Queste piante vanno messe in zone lievemente soleggiate o a mezz'ombra e in un terreno abbastanza buono (ricco di humus) e ben drenato (ma umido).

Nel giardinaggio commerciale questa specie viene coltivata come ornamentale per le sue numerose varietà (cultivar) policrome.

## Galleria d'immagini

### Sottospecievernus

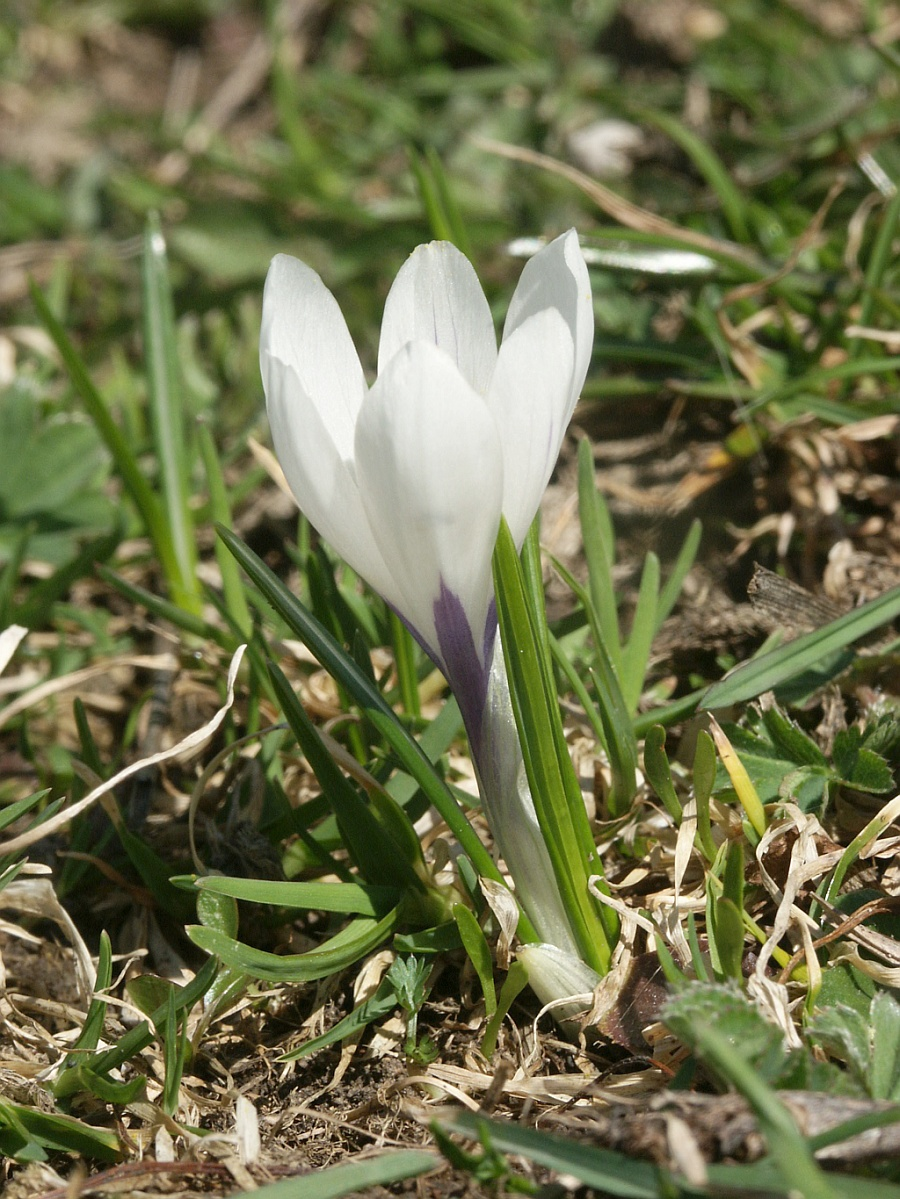
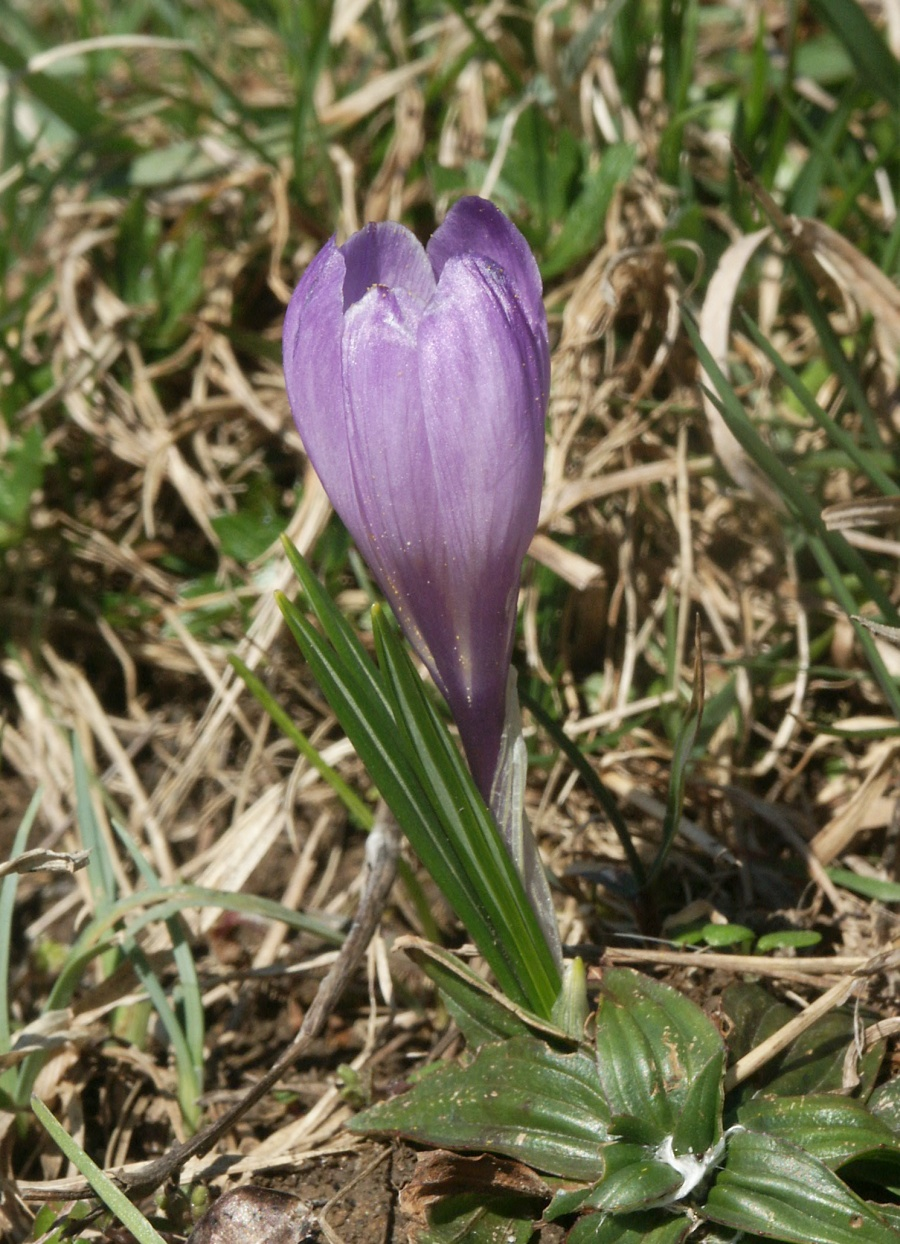
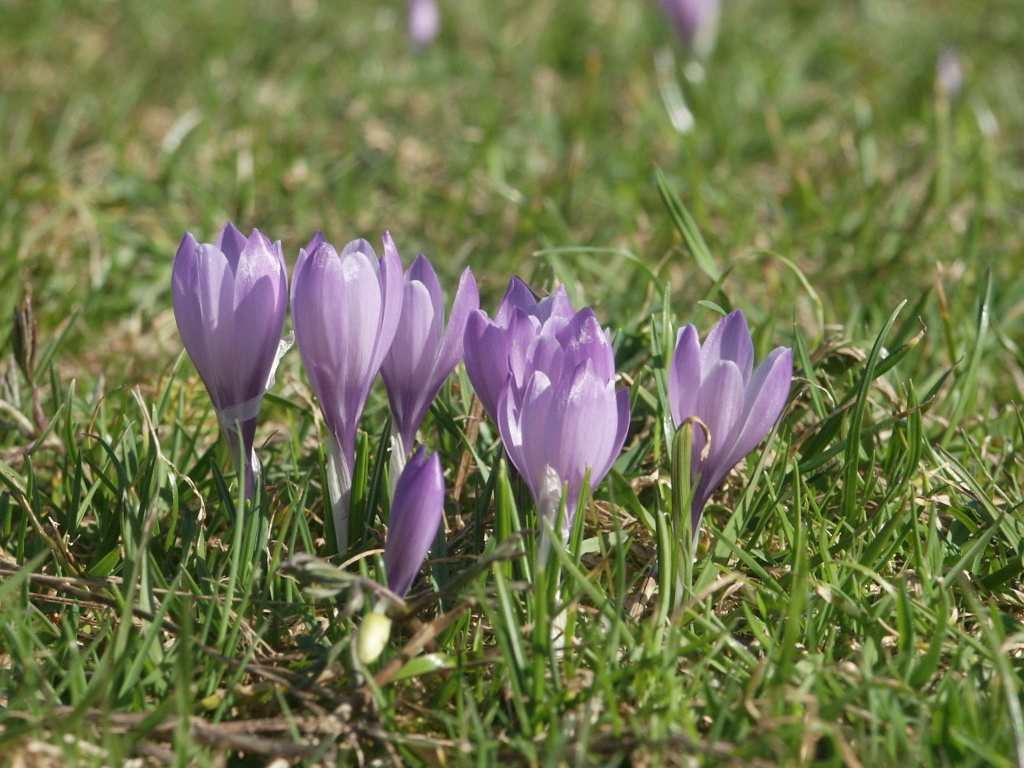
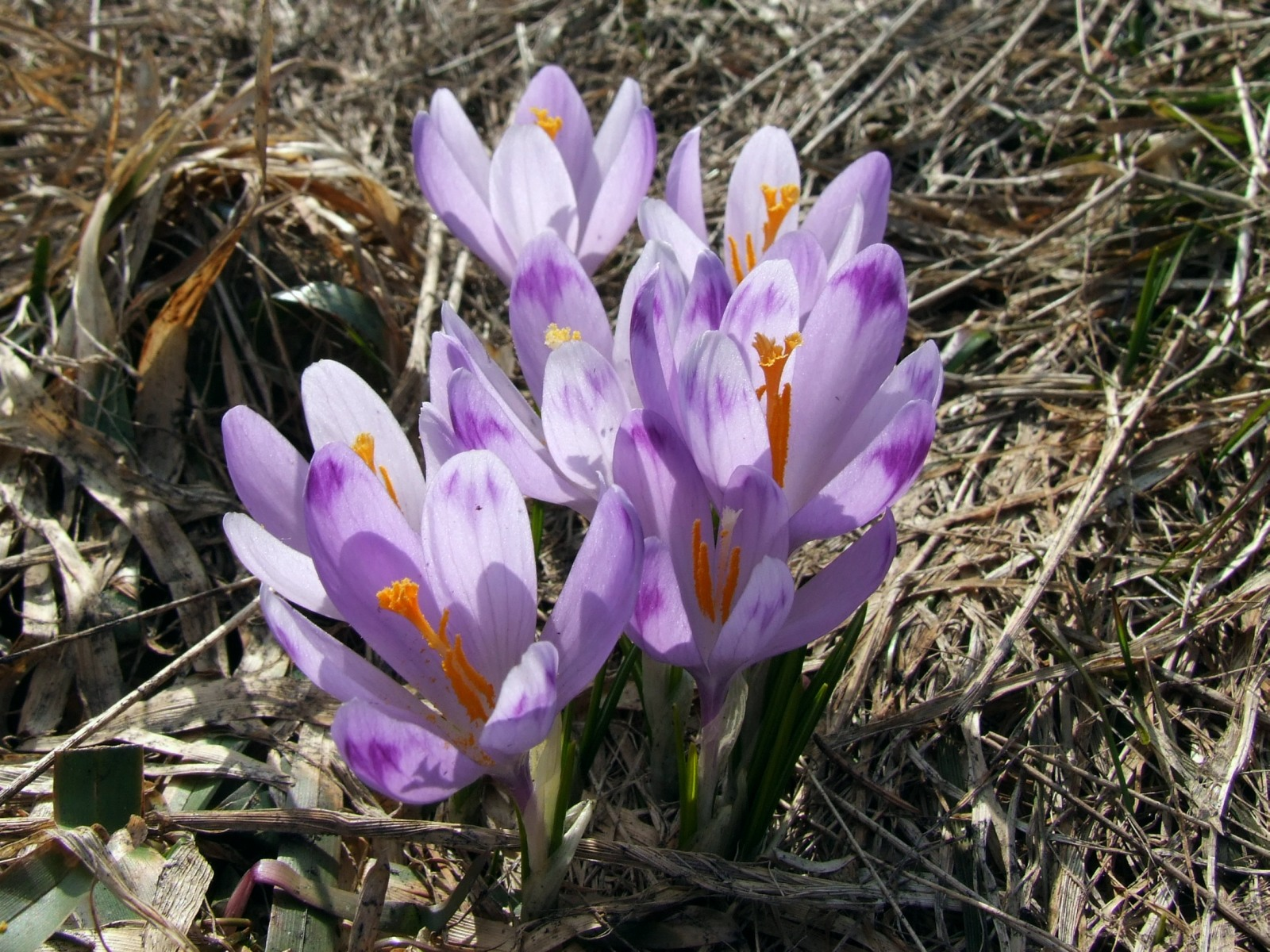
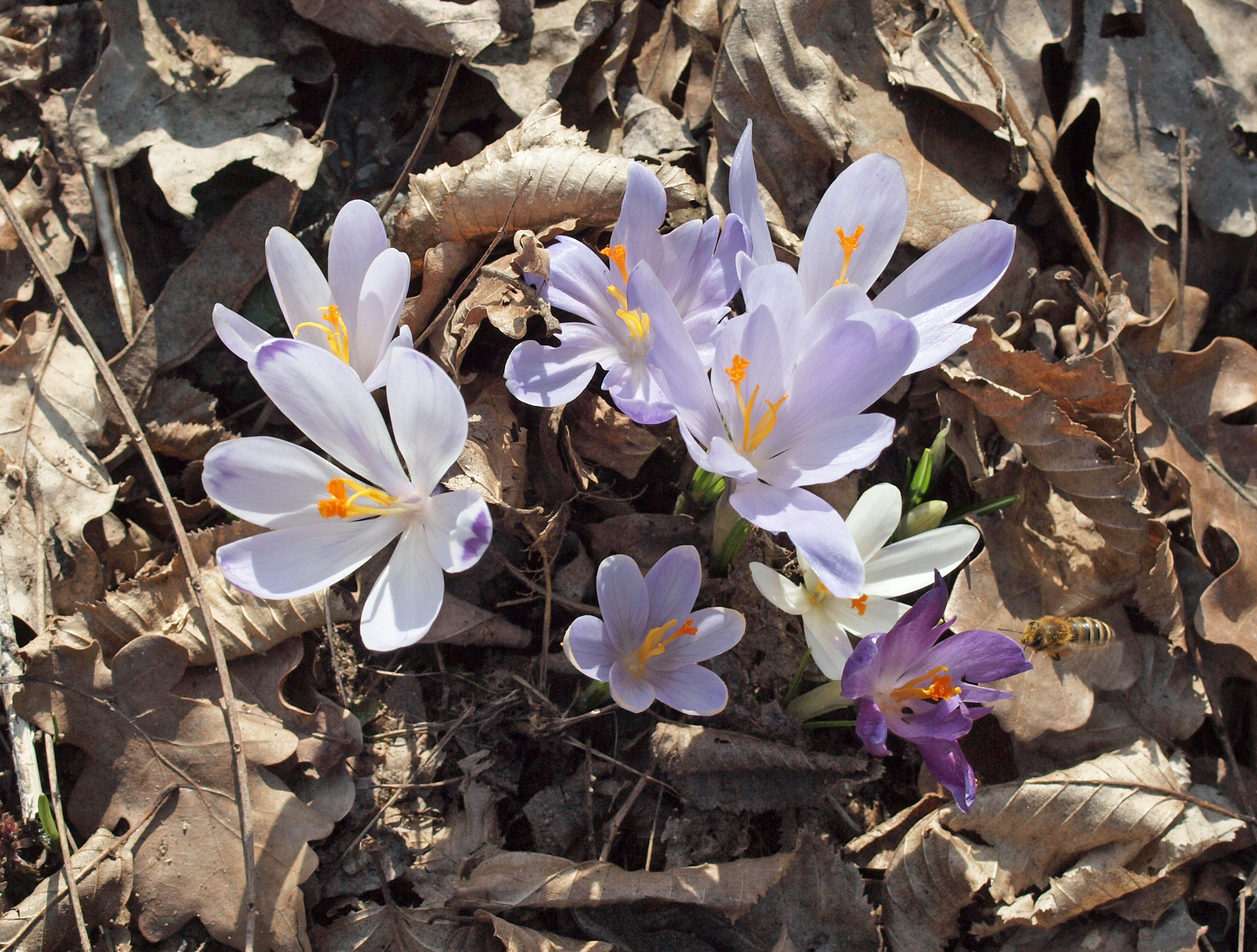
Crocus exiguus, Austria, Stiria
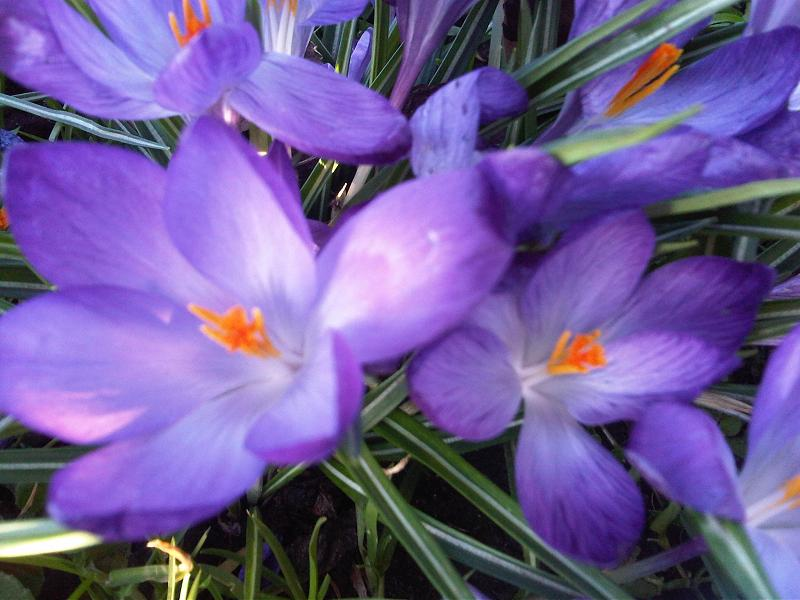

### Sottospeciealbiflorus

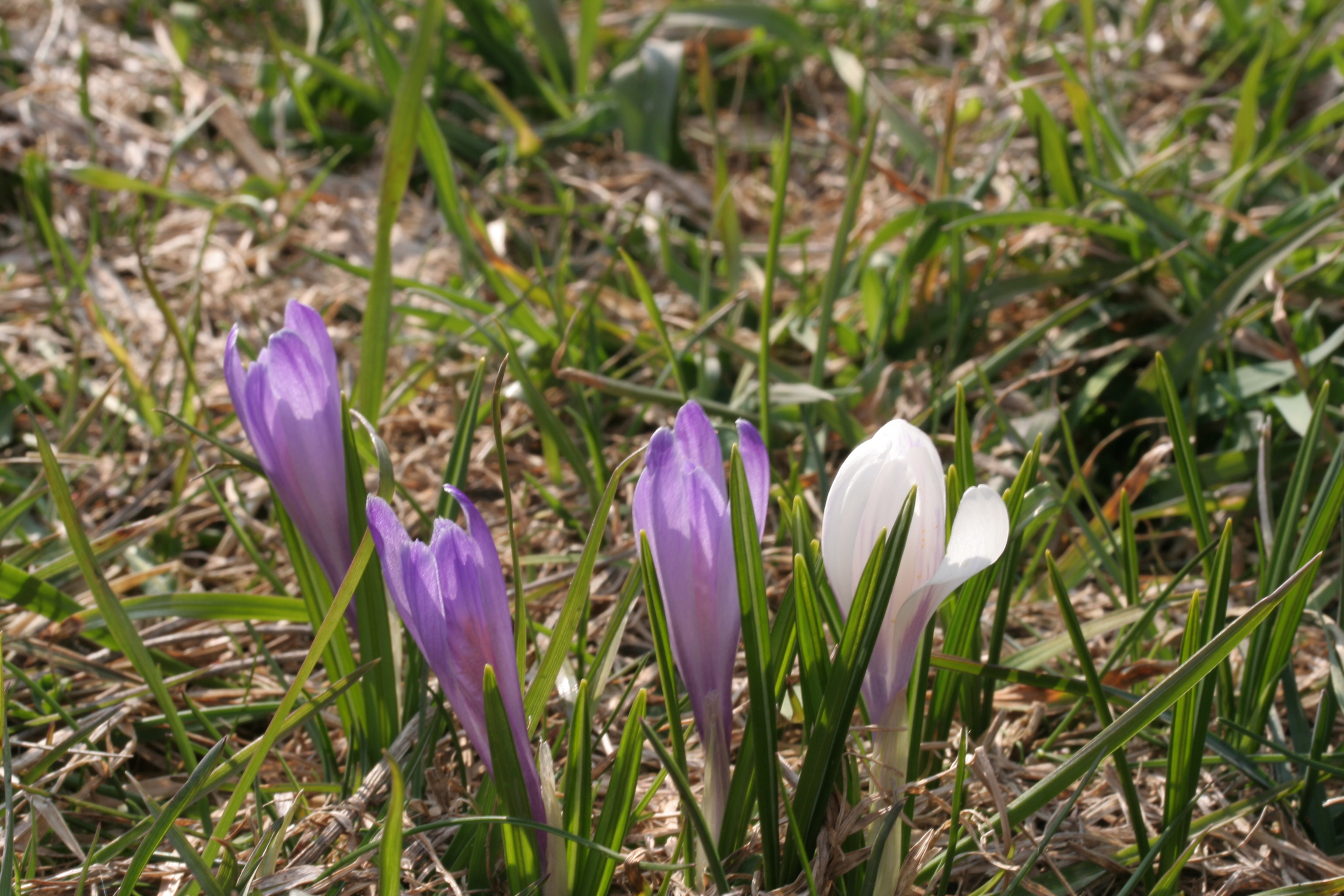
Località : Valmorel, Limana (BL), 800 m s.l.m.  -  5/4/2008
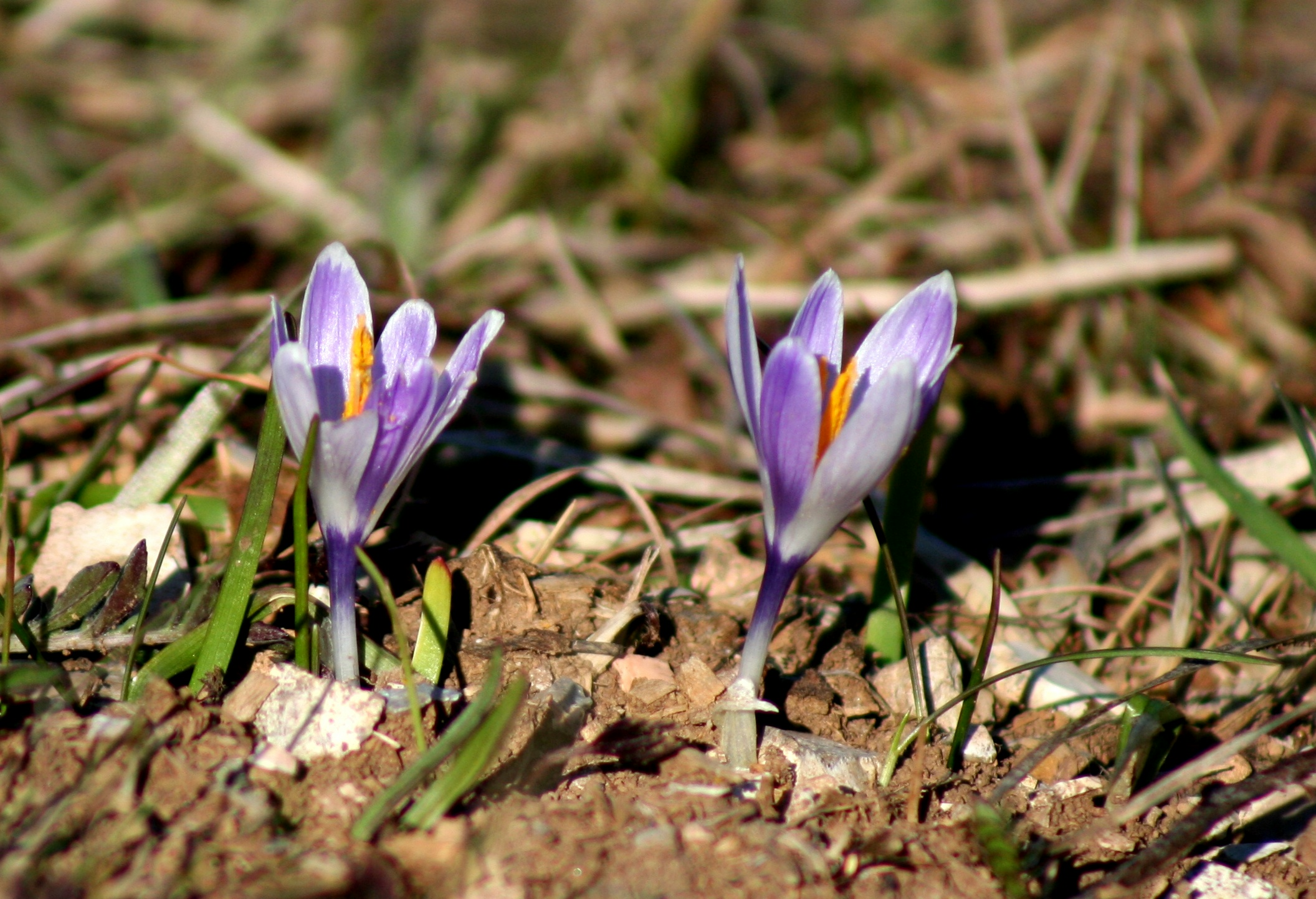
Località : Pian di Coltura, Lentiai (BL), 800 m s.l.m. - 13/03/2007
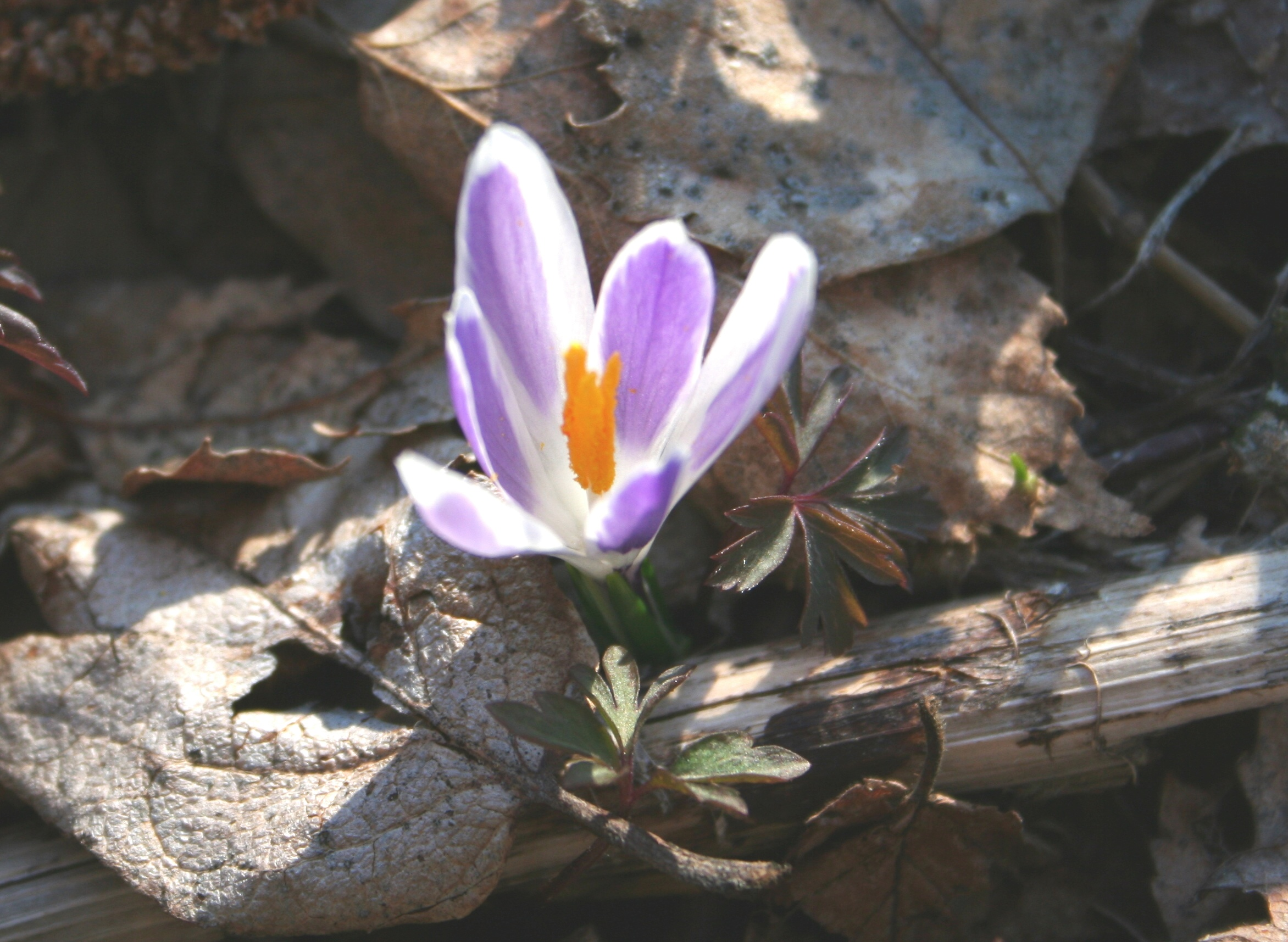
Località : Pian di Coltura, Lentiai (BL), 800 m s.l.m. - 13/03/2007